# Władysław Waszczuk
Władysław Wiktorowycz Waszczuk, ukr. Владислав Вікторович Ващук (ur. 2 stycznia 1975 w Kijowie) – ukraiński piłkarz, grający na pozycji obrońcy, reprezentant Ukrainy.

## Kariera piłkarska

### Kariera klubowa
Wychowanek Dynama Kijów w którym grał do 2002 roku. Od początku pobytu w pierwszej drużynie był pewnym punktem defensywy. Na początku roku 2003 podpisał kontrakt ze Spartakiem Moskwa, jednak miał też ważną umowę z poprzednim klubem. Ostatecznie Waszczuk został zawodnikiem moskiewskiej drużyny – największego wroga, czym spowodował negatywną reakcję u kibiców Dynama. W Spartaku rozegrał 14 spotkań ligowych, zdobył także puchar Rosji w 2003 roku. W 2004 roku zdecydował się powrócić na Ukrainę, do Czornomorca Odessa. Klub w sezonie 2004-05 zajął 6. miejsce w lidze, a Waszczuk w 18 meczach strzelił jednego gola. Latem 2005 został sprowadzony z powrotem do Dynama, z którym zdobył puchar Ukrainy (2006). Ale relacje z kibicami były skomplikowane, od których otrzymał ksywę „Judasz”. Na początku 2008 z przyjściem nowego trenera Jurija Siomina stracił miejsce w podstawowym składzie Dynama i latem opuścił klub. Podczas letniej przerwy trenował się na bazie odeskiego klubu, ale podpisał kontrakt z FK Lwów. Przez pewien czas był kapitanem drużyny. Z przyczyn kryzysu finansowego zimą 2008/09 w klubie zredukowano wypłaty piłkarzom, na co nie zgodził się Waszczuk i rozerwał kontrakt z klubem. W marcu 2009 podpisał kontrakt z Czornomorcem, w którym występował do maja. We wrześniu 2009 kolejny raz podpisuje umowę z Czornomorcem. Po tym jak odeski klub spadł z Premier-lihi, 13 lipca 2010 przeszedł do Wołyni Łuck, a w 2011 zakończył karierę piłkarską.

### Kariera reprezentacyjna
Władysław Waszczuk jest reprezentantem Ukrainy w piłce nożnej, w której debiutował 9 kwietnia 1996 w meczu z Mołdawią. Znalazł się w kadrze Ołeha Błochina, która pojechała na mundial 2006. Na mistrzostwach zagrał w trzech spotkaniach. W 46. minucie meczu z Hiszpanią sprokurował rzut karny i dostał czerwoną kartkę, Ukraina przegrała mecz 0-4. Ogółem w kadrze zagrał 61 meczów i strzelił jednego gola.

## Kariera trenerska
W lipcu 2012 otrzymał propozycję pracy na stanowisku konsultanta w Metałurhu Zaporoże. W lutym 2013 objął stanowisko dyrektora sportowego Arsenału Kijów.

## Sukcesy i odznaczenia

### Sukcesy klubowe
- mistrz Ukrainy (9x): 1994, 1995, 1996, 1997, 1998, 1999, 2000, 2001, 2007
- zdobywca Pucharu Ukrainy (5x): 1996, 1998, 1999, 2000, 2006
- zdobywca Superpucharu Ukrainy: 2006
- zdobywca Pucharu Rosji: 2003
- półfinalista Ligi Mistrzów: 1999

### Sukcesy reprezentacyjne
- ćwierćfinalista Mistrzostw Świata: 2006

### Odznaczenia
- tytuł Mistrza Sportu Klasy Międzynarodowej
- tytuł Zasłużonego Mistrza Sportu Ukrainy: 2005[8]
- Order „Za odwagę” III klasy: 2006[9].